# Vixen (album)
Vixen – debiutancki album rockowej grupy Vixen, wydany we wrześniu 1988 roku. Zawiera takie hity zespołu jak "Edge of a Broken Heart" i "Cryin'". 
Richard Marx, jeden z najpopularniejszych artystów późnych lat 80. XX wieku, był bardzo zaangażowany we wczesną karierę zespołu, współprodukując ich debiut i współtworząc "Edge of a Broken Heart", który to utwór stał się najbardziej rozpoznawalną piosenką zespołu. 

## Lista utworów
1. "Edge of a Broken Heart" (Richard Marx, Fee Waybill) – 4:24
2. "I Want You to Rock Me" (David Cole, Janet Gardner) – 3:30
3. "Cryin'" (Gregg Tripp, Jeff Paris) – 3:32
4. "American Dream" (Jon Butcher) – 4:19
5. "Desperate" (Brian Miku, Leah Santos, Jan Kuehnemund) – 4:16
6. "One Night Alone" (G. Tripp, J. Paris) – 3:50
7. "Hell Raisers" (Scott Metaxas, Kenneth Dubman, Vixen, Spencer Proffer) – 4:27
8. "Love Made Me" (John Keller, Marcy Levy, Michael Caruso) – 3:18
9. "Waiting" (J. Kuehnemund, Janet Gardner) – 3:11
10. "Cruisin'" (J. Kuehnemund, J. Gardner, Keith Krupp) – 4:24
11. "Charmed Life" (G. Tripp, J. Paris) – 4:05
12. "Give It Away" (bonus) – 3:32

Utwór 12 jest bonusem z reedycji japońskiej z 2006 roku. 

## Wykonawcy
- Janet Gardner – śpiew, gitara rytmiczna
- Jan Kuehnemund – gitara rytmiczna i prowadząca, śpiew wspomagający
- Share Pedersen – gitara basowa, śpiew wspomagający
- Roxy Petrucci – perkusja, śpiew wspomagający

Muzycy sesyjni
- Derek Nakamoto – keyboard
- Richard Marx – keyboard
- Vivian Campbell – gitara akustyczna

### Produkcja
- Utwór 1 zaaranżowany i wyprodukowany przez Richarda Marxa. Nagrany i zmiksowany przez Briana Forakera.
- Utwory 2, 3, 5 i 8–11 zaaranżowane i wyprodukowane przez Ricka Neighera i Davida Cole. Nagrane i zmiksowane przez Davida Cole.
- Utwory 4, 6 i 7 zaaranżowane i wyprodukowane przez Spencera Proffera. Nagrane i zmiksowane przez Hansa Petera Hubera.